# Karivaroš
Karivaroš je naselje u općini Gornja Stubica u Krapinsko-zagorskoj županiji.
Prema popisu stanovnika Republike Hrvatske iz 2001. godine u Karivarošu je boravio 361 stanovnik.

## Stanovništvo
| broj stanovnika | 304   | 332   | 407   | 458   | 519   | 548   | 531   | 553   | 511   | 530   | 491   | 464   | 433   | 373   | 361   | 310   | 265   |
|                 | 1857. | 1869. | 1880. | 1890. | 1900. | 1910. | 1921. | 1931. | 1948. | 1953. | 1961. | 1971. | 1981. | 1991. | 2001. | 2011. | 2021. |

## Obrazovanje
- Osnovna škola Matije Gupca Gornja Stubica

## Šport
- NK Matija Gubec
- Atletski klub Rudolf Perešin
- Društvo za borilačke sportove Puntar

## Vanjske poveznice
- https://web.archive.org/web/20110728063106/http://www.gornjastubica.com/
- http://www.gornjastubica-school.hr/  Arhivirana inačica izvorne stranice od 17. svibnja 2008. (Wayback Machine)